# CATOBAR

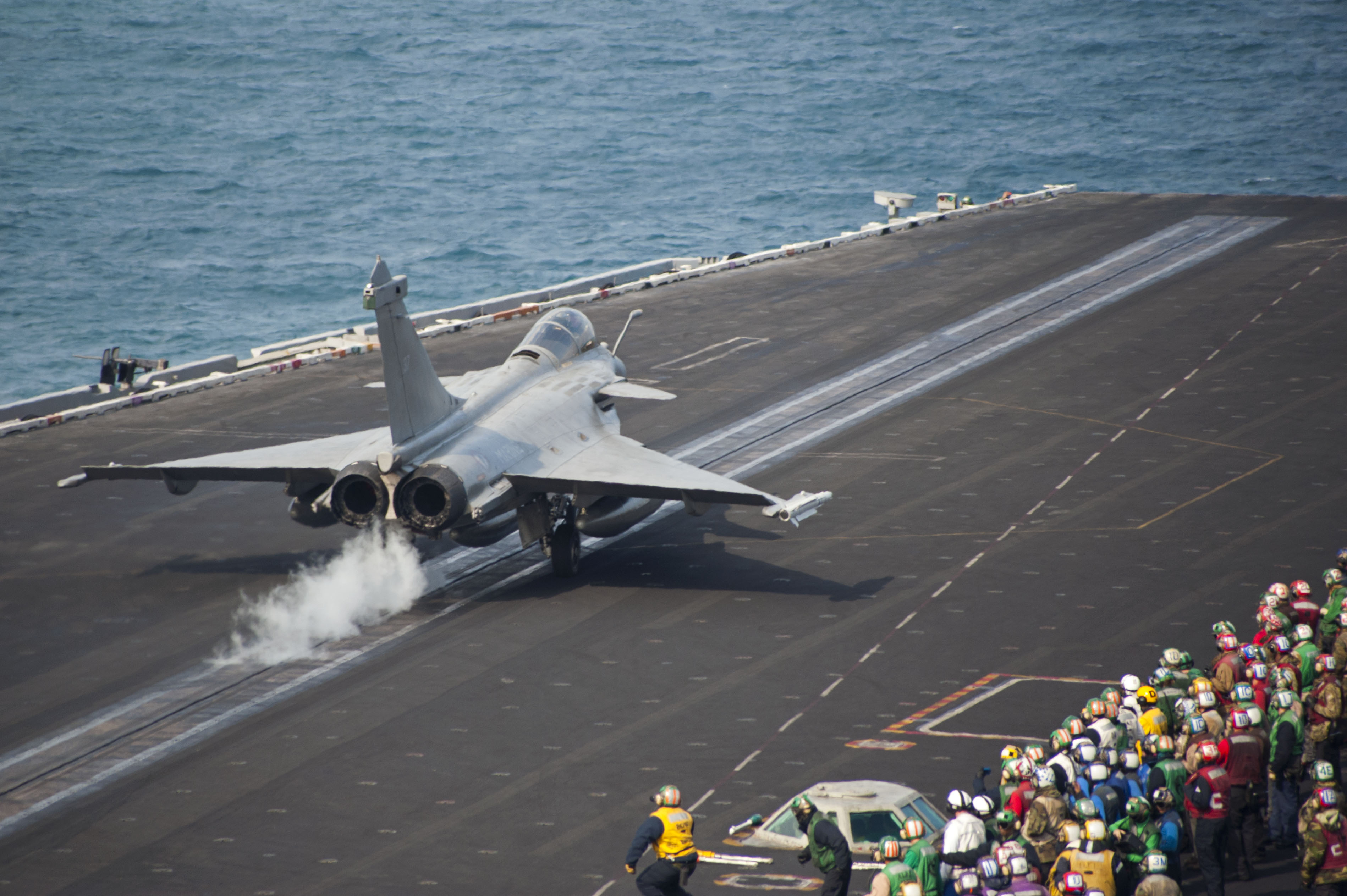
Dassault Rafale francés despegando del portaaviones USS Harry S. Truman (CVN 75) mediante catapulta.

CATOBAR (acrónimo en inglés de Catapult Assisted Take-Off But Arrested Recovery, «despegue asistido por catapulta, pero recuperación mediante detención») es un sistema para el despegue y apontaje desde la cubierta de un portaaviones. Los aviones son lanzados mediante una catapulta, lo que les proporciona la velocidad inicial para tener su propia sustentación. Sin embargo, al no tratarse de aviones STOVL sino de aviones convencionales, incapaces de aterrizar verticalmente, se requiere que el portaaviones esté dotado de cables de apontaje, para detener al avión tras contactar con la cubierta.
Actualmente, sólo dos países cuentan con buques dotados de este sistema. Dichos países, con sus respectivos portaaviones activos son:
 Francia
- Charles de Gaulle (R 91)

 Estados Unidos
- USS Nimitz (CVN-68)
- USS Dwight D. Eisenhower (CVN-69)
- USS Carl Vinson (CVN-70)
- USS Theodore Roosevelt (CVN-71)
- USS Abraham Lincoln (CVN-72)
- USS George Washington (CVN-73)
- USS John C. Stennis (CVN-74)
- USS Harry S. Truman (CVN-75)
- USS Ronald Reagan (CVN-76)
- USS George H. W. Bush (CVN-77)
- USS Gerald R. Ford (CVN-78)

En construcción:
 Estados Unidos
- USS John F. Kennedy (CVN-79)
- USS Enterprise (CVN-80)

Retirados:
 Brasil
- NAe São Paulo, ex Foch (R 99).

 Francia
- Clase Clemenceau (2 unidades) (1 retirado, 1 vendido a Brasil, también retirado)

 Reino Unido
- Clase Colossus  (10 unidades)
- Clase Majestric  (5 unidades)

 Estados Unidos
- Clase Midway  (3 unidades)
- Clase Forrestal  (4 unidades)
- Clase Kitty Hawk  (3 unidades)
- Clase Enterprise  (1 unidad)
- Clase John F. Kennedy  (1 unidad)